# Смородинка (приток Судогды)
Смородинка — река в Гусь-Хрустальном районе Владимирской области России. Устье находится в 95 км по правому берегу реки Судогды. Длина — 10 км.

## Данные водного реестра
По данным государственного водного реестра России относится к Окскому бассейновому округу, водохозяйственный участок реки — Клязьма от города Орехово-Зуево до города Владимира, речной подбассейн реки — Ока ниже впадения реки Мокши. Речной бассейн реки — Ока.
По данным геоинформационной системы водохозяйственного районирования территории РФ, подготовленной Федеральным агентством водных ресурсов:
- Код водного объекта в государственном водном реестре — 09010300912210000032803
- Код по гидрологической изученности (ГИ) — 110003280
- Код бассейна — 09.01.03.008
- Номер тома по ГИ — 10
- Выпуск по ГИ — 0